# Turan ostrý

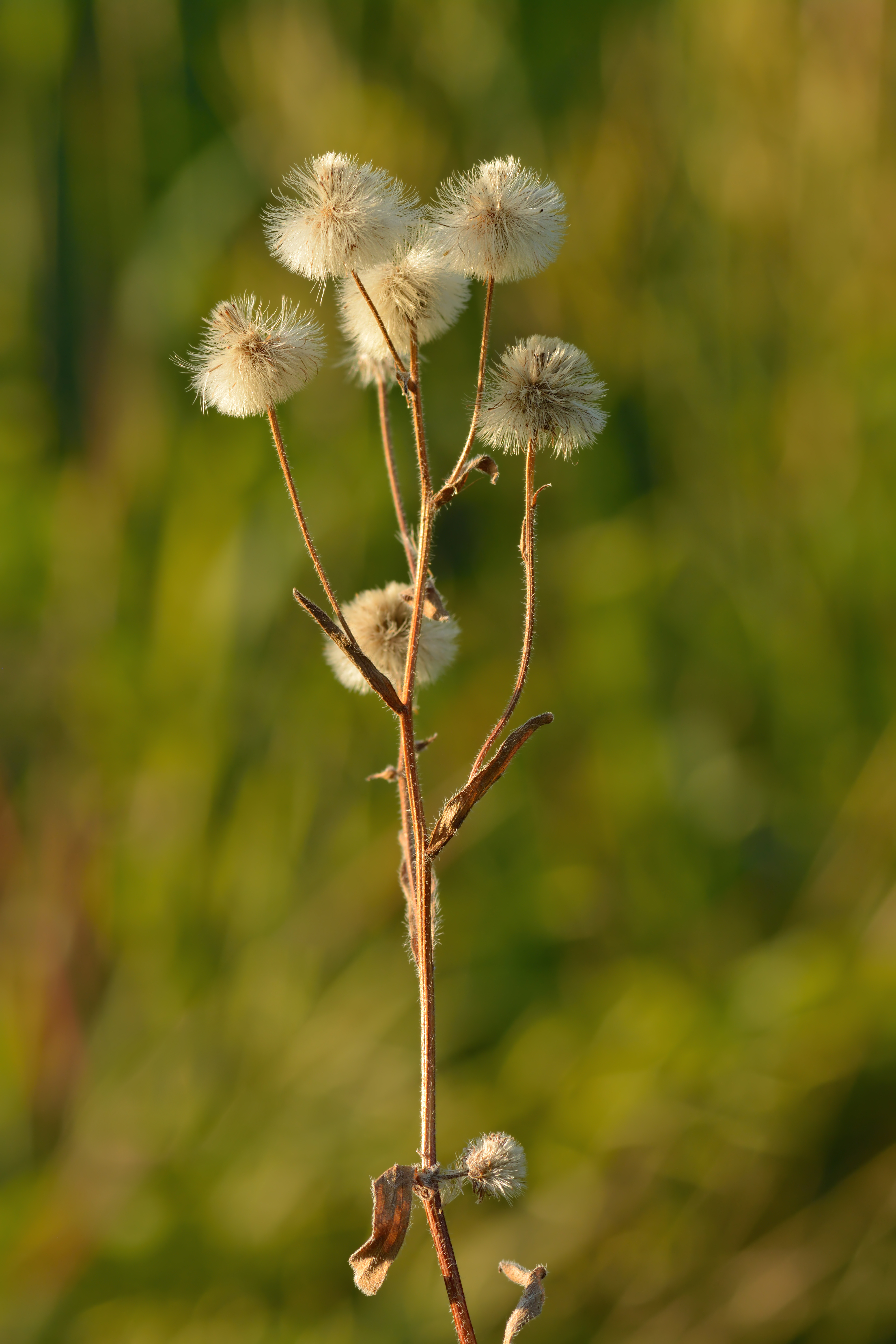
Odkvetlý turan ostrý

Turan ostrý (Erigeron acris) je druh polovysoké planě rostoucí byliny, vyskytující se na loukách, pastvinách nebo pozemcích narušených lidskou činností, s květy v nichž se mísí barva světle fialová se žlutou.

## Výskyt
Rozšířen je téměř v celé Evropě, nevyskytuje se pouze na severu Britských ostrovů a Skandinávie a na jihu Španělska, Itálie a Řecka. V oblasti mírného podnebného pásu je z Evropy rozšířen spojitě na východ do Asie až po pohoří Kavkaz a Pamír a po jezero Bajkal. Dále roste, již jen sporadicky, přes Mongolsko až na Dálný východ. Byl také zavlečen do Severní Ameriky.
Nejčastěji je k nalezení na travnatých stráních, úhorech, lesních světlinách, osluněných okolích skal, okrajích cest, na skládkách apod. Upřednostňuje sušší, propustnou, záhřevnou půdu, na pH není citlivý. V České republice se vyskytuje po celém území roztroušeně od nížin do podhůří.

## Popis
Patří mezi dvouletky, za příhodných podmínek bývá krátce vytrvalý. Přímá, hranatě rýhovaná lodyha řídce porostlá listy může dorůstat do výšky 20 až 60 i více cm. Na řezu je okrouhlá, po celé délce ji porůstají krátké přitisklé chloupky, rozvětvuje se jen v horní části. Třížilné přízemní listy netvořící růžici mají kopinatý tvar, jsou do řapíku zúžené, okraj mají celistvý nebo hrubě pilovitý, v době kvetení již bývají suché. Přisedlé jednožilné lodyžní listy s celistvým okrajem vyrůstající střídavě mají čepele dlouhé 2,5 až 6 cm a široké do 0,8 cm, jejich tvar je kopinatý až čárkovitý. Listy jsou drsně chlupaté. Je to hemikryptofyt, na jaře lodyha vyrůstá z obnovovacích pupenů v úrovni půdy.
Květní úbory, šířky průměrně 1 cm, rostou po 10 až 20 v hroznatých nebo chudých latnatých květenstvích na jednom stonku.
Terčové trubkovité oboupohlavné květy mají červenavě žluté pětičetné koruny, 5 tyčinek s prašníky obklopují čnělku s dvoulaločnou bliznou. Obvodové samičí květy, uspořádané ve 2 až 3 řadách, s uzounkými jazykovitými korunami 2krát tak dlouhými jako zákrov a směřujícími vzhůru jsou světle růžové až fialové barvy. Květy jsou tetracyklické, opylovány jsou hmyzem. Kvetou v červenci až září. Zákrov je široce miskovitého tvarů, na bázi je plochy. Střechovitě uspořádané chlupaté listeny čárkovitého až kopinatého tvaru jsou šídlovitě zakončeny. Mají barvu zprvu zelenou, později se s dozráváním mění na červenavou.
Nažky, veliké do 3 mm, jsou žluto hnědé barvy a jsou porostlé chloupky. Roznáší je vítr pomoci načervenalého chmýru dlouhého až 6 mm. Spadlá semena pomáhá dále šířit hmyz, hlavně mravenci. Chromozómové číslo: 2n = 18.

## Význam
Hospodářský význam turan ostrý nepřináší. Jako plevelná rostlina příliš neškodí, není vůči jiným rostlinám agresivní a většinou roste na málo užitných pozemcích. Jeho nať má svíravou chuť a dobytek ho nespásá. Semena naopak slouží za potravu ptákům a drobným hlodavcům.